# John Ford Stock Company
The John Ford Stock Company este numele unui grup de actori cu numeroase roluri în lungmetrajele și serialele realizate de regizorul american John Ford. Cel mai cunoscut dintre aceștia a fost John Wayne, care a apărut în douăzeci și patru de filme și trei episoade de televiziune pentru regizor. Alți membri ai grupului sunt:
Jack Pennick – 41 de filme, 1 episod

Francis Ford (fratele regizorului) – 32 de filme

Harry Carey, Sr. – 27 de filme

John Wayne – 24 de filme, 3 episoade

Ward Bond – 24 de filme, 2 episoade

Harry Tenbrook – 26 de filme

J. Farrell MacDonald – 25 de filme

Vester Pegg – 23 de filme

Mae Marsh – 17 filme, 1 episod

Frank Baker – 17 filme

Duke Lee – 16 filme

Joe Harris – 14 filme

Danny Borzage – 13 filme

Hoot Gibson – 13 filme

Willis Bouchey – 9 filme, 3 episoade

John Carradine – 11 filme, 1 episod

Ken Curtis – 11 filme, 1 episod

William Henry – 11 filme, 1 episod

Victor McLaglen – 12 filme

George O'Brien – 12 filme

Molly Malone – 11 filme

Harry Carey Jr. – 9 filme, 1 episod

Sam Harris – 10 filme

Robert Homans – 10 filme

Cliff Lyons – 9 filme, 1 episod

Robert Parrish – 10 filme

Chuck Roberson – 9 filme, 1 episod

Russell Simpson – 10 filme

William Steele – 10 filme

Patrick Wayne – 8 filme, 2 episoade

Henry Fonda – 9 filme

Ed Jones – 9 filme

John Qualen – 9 filme

Mickey Simpson – 9 filme

Pat Somerset – 9 filme

Hank Worden – 8 filme, 1 episod

Anna Lee – 8 filme, 1 episod

Ruth Clifford – 8 filme

Mary Gordon – 8 filme

James Flavin – 8 filme

Ben Hall – 8 filme

Chuck Hayward – 7 filme, 1 episod

Harry Strang – 8 filme

Carleton Young – 6 filme, 2 episoade

Brandon Hurst – 7 filme

Fred Libby – 7 filme

Jane Darwell – 7 filme

Steve Pendleton – 7 filme

Charles Seel – 5 filme, 2 episoade

Charles Trowbridge – 7 filme

Jack Woods – 7 film

Frank Albertson – 6 filme

Mimi Doyle – 6 filme

Earle Foxe – 6 filme

Si Jenks – 6 filme

Robert Lowery – 6 filme

James A. Marcus – 6 filme

Cyril McLaglen – 6 filme

Paul McVey – 6 filme

Jack Mower – 6 filme

Lionel Pape – 6 filme

Arthur Shields – 6 filme

Charles Tannen – 6 filme

Harry Tyler – 5 filme, 1 episod

Tom Tyler – 6 film

Jack Walters – 6 filme

Unii actori au avut cinci sau mai puține roluri în proiectele lui Ford. Cei mai cunoscuți dintre aceștia sunt:
| Cinci roluri - Căpetenia John Big Tree - Berton Churchill - Donald Crisp - Andy Devine - Stepin Fetchit - Shug Fisher - Barry Fitzgerald - Wallace Ford - Maureen O'Hara - Ben Johnson - Joe Sawyer - James Stewart - O. Z. Whitehead - Grant Withers | Patru roluri - Edward Brophy - Charley Grapewin - Donald Meek - Vera Miles - Mildred Natwick - Woody Strode - Slim Summerville - Blue Washington | Trei roluri - Pedro Armendáriz - Olive Carey - Dan Dailey - Paul Fix - Preston Foster - Jeffrey Hunter - George Irving - Mike Mazurki - Thomas Mitchell - Denver Pyle - Will Rogers - C. Aubrey Smith - Spencer Tracy - Richard Widmark |

Cei care erau membri ai acestui grup nu făceau implicit parte din cercul social al regizorului, iar majoritatea l-au întâlnit pe Ford doar pe platourile de filmare.